# 金光明経
『金光明経』（こんこうみょうきょう、サンスクリット語: सुवर्णप्रभासोत्तमसूत्रेन्द्रराज、Suvarṇa-prabhāsa Sūtra、 スヴァルナ・プラバーサ・スートラ）は、4世紀頃に成立したとみられる仏教仏典のひとつ。大乗経典に属し、日本においては『法華経』・『仁王経』とともに護国三部経のひとつに数えられる。
原題は、「スヴァルナ」（suvarṇa）が「黄金」、「プラバーサ」（prabhāsa）が「輝き」、「スートラ」（sūtra）が「経」、総じて「黄金に輝く教え」の意。

## 内容
主な内容としては、空の思想を基調とし、この経を広めまた読誦して正法をもって国王が施政すれば国は豊かになり、四天王をはじめ弁才天や吉祥天、堅牢地神などの諸天善神が国を守護するとされる。

## 漢訳
この経典の漢訳については、曇無讖が412年から421年頃にかけて漢訳した『金光明経』4巻、宝貴などが597年に編纂した『合部金光明経』8巻、唐の義浄が自らインドから招来した経典を新たに漢訳した『金光明最勝王経』などがあり、「大正新脩大蔵経」経集部に所収されている。

## 日本への伝来
日本へは古くから曇無讖訳の『金光明経』が伝わっていたようであるが、その後8世紀頃に義浄訳の『金光明最勝王経』が伝わり、聖武天皇はこれを写経して全国に配布した。また、741年（天平13年）には全国に国分寺を建立し、金光明四天王護国之寺と称された。

## 主な行事
『金光明経（金光明最勝王経）』に基づく主な行事として次のようなものがある。
最勝会（さいしょうえ）
薬師寺で『金光明最勝王経』を講ずる法会で、毎年3月7日から13日の7日間行われた。維摩会、御斎会と共に南京三会（なんきょうさんえ）と称される。1072年（延久4年）からは山城国の円宗寺でも行われ、こちらは北宗三会（円宗寺法華会・法勝寺大乗会）のひとつとされ、毎年5月19日から5日間行われた。
最勝講（さいしょうこう）
平安時代に宮中（清涼殿）で行われた『金光明最勝王経』の講会で、毎年5月天下泰平、国家安穏を祈って『金光明最勝王経』10巻を1日2巻ずつ5日間にわたって講じられた。この講会を主宰する僧侶は、南都（奈良）の東大寺と興福寺、北嶺（京都・滋賀）の延暦寺と園城寺の中から選任された。
御最勝講（みさいしょうこう）
高野山金剛峯寺の年中行事。元々宮中にて行われていた。高野山では承安3年（1177年）に始まった。最初はやはり『金光明最勝王経』を講讃していたが、文永11年（1274年）以降、問答論議に変更され江戸末期までは5日間10座の講席を勤仕されている。現在では2日4座になり、現在でも厳重に執行されている。弘法大師真筆と伝えられる『金光明最勝王経』を講讃し、鎮護国家を祈る法会で、「左右学頭（がくとう）」はこの御最勝講を無事に勤めると「上綱」と呼ばれる階位に登る。古くには宮中より勅使が参列されたりと、非常に厳重な法会である。
放生会（ほうじょうえ）